# Union des artistes (Québec)
Pour les articles homonymes, voir Union des artistes.
L'Union des artistes (abrégé en UDA) est un syndicat professionnel dont la tâche principale consiste à représenter les artistes francophones ou de toutes autres langues que le français à l'exception de l'anglais à l'intérieur du Canada. Son statut est officiellement reconnu en vertu d'une loi québécoise depuis décembre 1987 et d'une loi canadienne depuis juin 1992. Tania Kontoyanni en assure la présidence depuis avril 2023. Ses bureaux sont situés à Montréal et Québec.  

## Description
Elle a pour mission « l'identification, l'étude, la défense et le développement des intérêts économiques, sociaux et moraux des artistes ».
L'UDA représente les artistes œuvrant en français au Canada. Elle le fait également pour les artistes qui travaillent dans une autre langue que le français, avec une limitation : elle ne peut représenter les artistes dans une production en anglais principalement destinée à un public de langue anglaise. 
Après des années de négociations, l'UDA est parvenue à signer des ententes collectives de travail avec les plus importants organismes de la scène et de l'audiovisuel canadiens. En 2005, elle gère une trentaine d'ententes collectives couvrant différents secteurs : annonces commerciales, cinéma, disque, doublage, scène et télévision. Elles assurent des conditions minimales de travail et de rémunération pour les artistes qui sont membres de l'UDA.
En 2005, l'union compte environ 6 400 membres et 3 900 membres stagiaires et est affiliée à la Fédération internationale des acteurs (en).  En 2007, elle compte parmi ses membres 3585 hommes et 3336 femmes pour un total de 6921 membres, dont 4062 comédiens, 438 chanteurs, 532 animateurs et 218 danseurs.  Son conseil d'administration de 21 membres dirige 70 cadres et employés, pour un budget total de 7 millions de dollars canadiens annuellement, 160 millions de dollars en fonds de pension et un fonds de grève de 4,6 millions.  Elle a négocié 40 ententes collectives et 800 lettres d'ententes avec différents producteurs qui font appel aux services de ses membres.

## Historique
C'est en 1937 que ce syndicat s'établit à l'initiative du chanteur René Bertrand. En 1942, le syndicat se fait reconnaître comme association professionnelle sous le nom d'Union des artistes lyriques et dramatiques. C'est en 1952 que le nom d'Union des artistes (UDA) est adopté.  L'année d'après, l'UDA s'affilie à la FIA. 
En 1967, l'UDA se dote d'un programme d'avantages sociaux pour ses membres : assurance-vie, assurance-accident et assurance-revenus. En 1987, L'Union des artistes obtient une loi reconnaissant un statut légal aux artistes : la Loi sur le Statut de l'artiste. Cinq ans plus tard, le Gouvernement du Canada en fait autant. En 1997, l'UDA obtient l'inscription dans la Loi sur le droit d'auteur des droits voisins ; un droit qui s'apparente à celui de droit d'auteur pour les interprètes et qui génère le paiement de redevances par les radiodiffuseurs, entre autres. Pour gérer ces droits, il crée Artisti, la société de gestion collective de l'Union des artistes.
En 2007, son président Pierre Curzi quitte son poste pour se porter candidat à l'élection générale québécoise de 2007 sous la bannière du Parti québécois.  Deux équipes menées par Raymond Legault et Sébastien Dhavernas se portent candidats pour sa direction. Le 20 mars 2007, l'Union des Artistes a annoncé que celui qui succède à Pierre Curzi est Raymond Legault.
À l'automne 2013, Raymond Legault annonce son retrait à titre de président. La comédienne Sophie Prégent est élue pour le remplacer. 
L'UDA est membre de la Coalition pour la diversité des expressions culturelles.

## Présidence
- René Bertrand - 1937-1939
- Eddy Beaudy - 1939-1941
- Gérard Delage - 1941-1954
- Louis Bélanger  1954-1955
- Mia Riddez - 1955-1957
- Jean Duceppe - 1957-1960
- Bertrand Gagnon - 1960-1962
- Pierre Boucher - 1962-1966
- Jean-Paul Jeannotte - 1966-1972
- Robert Rivard - 1972-1974, 1975-1980
- Jean Brousseau - 1974-1975
- Louise Deschâtelets - 1980-1983
- Yves Létourneau - 1983-1984
- Nicole Picard - 1984-1985
- Serge Turgeon - 1985-1997
- Pierre Curzi - 1997-2007
- Raymond Legault - 2007-2013
- Sophie Prégent - 2013-2023
- Tania Kontoyanni - 2023-****